# Sarah Wayne Callies
Sarah Wayne Callies là một nghệ sĩ Mỹ. Cô sinh năm 1977 tại Illinois nhưng cả gia đình cô đã chuyển tới sinh sống tại đảo Hawaii từ năm Sarah 1 tuổi. Mặc dù cả bố và mẹ đều là giáo sư giảng dạy tại trường Đại học Hawaii nhưng Sarah Wayne lại không có hứng thú để tiếp bước nghề nghiệp của bố mẹ. Cô gái có vẻ bề ngoài rất dễ tạo thiện cảm này quyết định con đường diễn xuất sau khi tốt nghiệp cấp 3 bằng cách đăng ký theo học trường Cao đẳng Dartmouth (Dartmouth College) và Học viên nghệ thuật quốc gia Denver (Denver's National Theater Conservatory). Năm 2002, Sarah tốt nghiệp Học viện nghệ thuật với tấm bằng Master.
Sau vài vai diễn nhỏ trên các phim truyền hình, năm 2005, vận may đã mỉm cười với Sarah khi cô chính thức được bộ phận casting của hãng Fox mời tham gia series phim truyền hình mới nhất Vượt ngục. Theo như hợp đồng ban đầu, vai diễn của Sarah Wayne – cô bác sĩ Sara Tancredi – kéo dài từ đến hết phim từ 2005 - 2017.
Đến năm 2010 Sarah Wayne Callies đã tham gia vào bộ phim The Walking Dead trong vai vợ của nhân vật chính Rick Grimes. Bộ phim nói về căn bệnh biến con người trở thành xác sống và mọi người phải chạy trốn và tìm mọi cách để sinh tồn. Nhưng Sarah chỉ đóng trong phần 1,phần 2 và phần 3 của bộ phim khi nhân vật cô đóng đã chết sau khi sinh con.